# Valois Izabella angol királyné
Valois Izabella angol királyné (Párizs, 1389. november 9. – Blois, 1409. szeptember 13.) VI. Károly francia király és Bajor Izabella francia királyné harmadik gyermeke és második leánya. 11 édestestvére volt, köztük húga, Katalin, aki V. Henrik angol király felesége lett. 
Csupán 7 éves volt, amikor hozzáment a nála 22 évvel idősebb, özvegy II. Richárd angol királyhoz. Akkoriban dúlt a Százéves háború az angolok és a franciák között, s ez a frigy lett volna a béke záloga a két királyság között.
A házasságot nyilván nem hálták el, hiszen Richárd úgy gondolta, még várhatnak vele pár évet, mert mindketten fiatalok és ráérnek gyermeket nemzeni. A király azonban 1400 februárjában elhunyt, pár hónappal azután, hogy Henry Bolingbroke megfosztotta őt trónjától.
Izabella gyermekkora ellenére igencsak királynői jelenség volt, mivel kitűnő nevelést kapott szülőhazájában. Csinosnak és bájosnak jellemzik őt a kortársak, aki boldog volt, hogy Anglia királynéja lehetett már ilyen fiatalon is.
1396. október 31-én Calais-ban házasodtak össze, ám előtte még nagy ünnepséget tartottak a francia udvarban. 1397-ben koronázták királynévá, udvartartását pedig Windsorban alakította ki. Habár Richárd az apja lehetett volna, és frigyük politikai célokat szolgált, mégis egy igen tiszteletteljes kapcsolat alakult ki Richárd és hitvese között. 
A király gyakran meglátogatta őt és vicces történetekkel mulattatta őt és udvarhölgyeit. 1399 májusában Richárd Írországba indult egy katonai hadművelet kapcsán. 
Többé nem láthatták egymást, mert a királyt azonnal fogságba ejtették, mihelyt visszatért Angliába. Az új uralkodó, IV. Henrik házi őrizet alá vonta a kislányt, s új lakhelyéül a salisbury-i püspök temze-parti rezidenciáját jelölte ki.